# Bastos (ort)
Bastos är en ort i Brasilien.   Den ligger i kommunen Bastos och delstaten São Paulo, i den södra delen av landet, 700 km söder om huvudstaden Brasília. Bastos ligger 460 meter över havet och antalet invånare är 17 680.
Terrängen runt Bastos är platt. Bastos är det största samhället i trakten.
Trakten runt Bastos består i huvudsak av gräsmarker. Runt Bastos är det glesbefolkat, med 12 invånare per kvadratkilometer.